# Deadshot
Deadshot (Floyd Lawton) este un răufăcător și antierou care apare în cărțile de benzi desenate americane⁠(d) publicate de DC Comics. Creat de David Vern Reed⁠(d), Lew Schwartz⁠(d) și Bob Kane, personajul apare pentru prima dată în Batman⁠(d) #59 (iunie-iulie 1950). Designul său contemporan a fost realizat de Steve Englehart⁠(d), Marshall Rogers⁠(d) și Terry Austin⁠(d), fiind introdus în Detective Comics #474. Considerat unul dintre cei mai periculoși asasini din Universul DC⁠(d), Deadshot este inamic al supereroului Batman. Cu toate că este adesea portretizat în rol de răufăcător, acesta este ocazional descris ca fiind un antierou.
Personajul a apărut în numeroase proiecte media, inclusiv seriale de televiziune, lungmetraje și jocuri video. Deadshot a devenit unul dintre adeversarii principali ai lui Batman odată cu Detective Comics #474 și, în cele din urmă, s-a alăturat echipei Suicide Squad⁠(d). A fost interpretat de Bradley Stryker⁠(d) în utimul sezon al serialului Smallville, de Michael Rowe⁠(d) în Arrowverse⁠(d) și de Will Smith în Universul Cinematografic DC⁠(d), începând cu filmul Brigada sinucigașilor din 2016. IGN l-a clasat pe locul 43 în lista celor mai importanți răufăcători din benzile desenate din toate timpurile în 2009.

## Biografia personajului
Cunoscut asasin, Deathshot se mândrește deseori cu faptul că „nu ratează niciodată” și obișnuiește să utilizeze o pereche de pistoale cu amortizor⁠(d) montante pe încheietura mânilor. Apare inițial în Gotham City⁠(d) pentru a lupta împotriva criminalilor, însă se dezvăluie că este de fapt un dușman al supereroului Batman. Este trimis la închisoare când Batman și comisarul Jim Gordon⁠(d) destăinuie planul său de a deveni liderul lumii interlope din Gotham. După ce a evadat din închisoare, Deadshot s-a angajat ca asasin profesionist. În acest moment, costumul personajului este complet modificat, adoptând designul popular alcătuit dintr-o salopetă roșie și o mască de metal cu un dispozitiv de ochire în partea dreaptă.
Trecutul lui Deadshot este dezvăluit pe parcursul următoarelor sale apariții. Numele său adevărat este Floyd Lawton și a crescut într-o familie bogată alături de mama sa, tatăl abuziv și Eddie, fratele său mai mare. În timp ce Eddie era îndrăgit de părinții săi și de vecini, Floyd era disprețuit de familia sa; totuși, acesta își idolatriza fratele și l-a sprijinit mereu în conflictele cu ceilalți copii din oraș. Deși părinții săi erau cei mai influenți locuitori ai orașului, cei doi se disprețuiau reciproc. Într-un final, mama sa i-a determinat să-și ucidă tatăl, deoarece devenise „prea abuziv”. Aceștia nu au reușit însă să-l asasineze: în timp ce Eddie l-a împușcat în coloana vertebrală, Floyd, aflat într-o căsuță în copac⁠(d), și-a ucis din greșeală fratele mai mare. Din acel moment, Floyd a jurat că nu va mai rata niciodată o lovitură.
Deadshot este un personaj important al echipei Suicide Squad, experiența de asasin și disprețul față de viață oamenilor contribuind la promovarea obiectivelor grupului. Motivat de dorința de a muri într-un mod spectaculos, acesta a devenit membru al Suicide Squad. Personajul consideră că existența sa este nejustificată și, deși nu dorește să comită suicid, pur și simplu nu-i este frică de moarte.